# Брей (Оклахома)
Брей (англ. Bray) — місто (англ. town) в США, в окрузі Стівенс штату Оклахома. Населення — 952 особи (2020).

## Географія
Брей розташований за координатами 34°36′30″ пн. ш. 97°49′3″ зх. д. / 34.60833° пн. ш. 97.81750° зх. д. (34.608426, -97.817619).  За даними Бюро перепису населення США в 2010 році місто мало площу 162,86 км², з яких 159,47 км² — суходіл та 3,38 км² — водойми.

### Клімат
| Клімат : Брей            | Клімат : Брей | Клімат : Брей | Клімат : Брей | Клімат : Брей | Клімат : Брей | Клімат : Брей | Клімат : Брей | Клімат : Брей | Клімат : Брей | Клімат : Брей | Клімат : Брей | Клімат : Брей | Клімат : Брей |
| Показник                 | Січ.          | Лют.          | Бер.          | Квіт.         | Трав.         | Черв.         | Лип.          | Серп.         | Вер.          | Жовт.         | Лист.         | Груд.         | Рік           |
| Середній максимум, °C    | 10,2          | 13,4          | 18,9          | 23,7          | 27,2          | 31,3          | 34,7          | 34,2          | 29,6          | 24,3          | 17,3          | 11,8          | 23,1          |
| Середній мінімум, °C     | −3,1          | −0,7          | 4,3           | 9,9           | 14,4          | 18,8          | 21,2          | 20,7          | 16,6          | 10,5          | 4,3           | −1,2          | 9,7           |
| Норма опадів, мм         | 28            | 41            | 61            | 74            | 132           | 107           | 58            | 66            | 109           | 91            | 53            | 36            | 856           |
| ------------------------ | ------------- | ------------- | ------------- | ------------- | ------------- | ------------- | ------------- | ------------- | ------------- | ------------- | ------------- | ------------- | ------------- |
| Джерело: Weatherbase.com |               |               |               |               |               |               |               |               |               |               |               |               |               |

## Демографія
Згідно з переписом 2010 року, у місті мешкало 1209 осіб у 439 домогосподарствах у складі 354 родин. Густота населення становила 7 осіб/км².  Було 499 помешкань (3/км²).
Расовий склад населення:
| - 88,9 % — білих - 4,7 % — корінних американців - 0,2 % — азіатів - 0,1 % — чорних або афроамериканців |

До двох чи більше рас належало 5,4 %. Частка іспаномовних становила 2,2 % від усіх жителів.
За віковим діапазоном населення розподілялося таким чином: 24,2 % — особи молодші 18 років, 60,4 % — особи у віці 18—64 років, 15,4 % — особи у віці 65 років та старші. Медіана віку мешканця становила 41,2 року. На 100 осіб жіночої статі у місті припадало 100,5 чоловіків;  на 100 жінок у віці від 18 років та старших — 102,4 чоловіків також старших 18 років.
Середній дохід на одне домашнє господарство  становив 67 193 долари США (медіана — 52 500), а середній дохід на одну сім'ю — 78 123 долари (медіана — 60 417). За межею бідності перебувало 14,6 % осіб, у тому числі 19,9 % дітей у віці до 18 років та 7,8 % осіб у віці 65 років та старших.
Цивільне працевлаштоване населення становило 522 особи. Основні галузі зайнятості: освіта, охорона здоров'я та соціальна допомога — 19,9 %, сільське господарство, лісництво, риболовля — 18,2 %, роздрібна торгівля — 8,6 %, будівництво — 8,4 %.